# Lijst van parken en reservaten in Queensland
Onderstaande parken en reservaten in de Australische deelstaat Queensland worden beheerd door de Queensland Parks and Wildlife Service.

## Nationale Parken
A

Alton -- Astrebla Downs -- Auburn River
B

Barnard Island Group -- Barron Gorge -- Bendidee -- Blackbraes – Blackdown Tableland -- Black Mountain -- Blackwood -- Bladensburg -- Blue Lake --  Bowling Green Bay -- Brampton Islands -- Bribie Island -- Broad Sound Islands -- Brook Islands -- Bulleringa -- Bunya Mountains -- Burleigh Head -- Burrum Coast -- Byfield
C

Camooweal Caves -- Cania Gorge -- Cape Hillsborough -- Cape Melville -- Cape Palmerston -- Cape Upstart -- Capricorn Coast -- Capricornia Cays -- Capricornia Cays (wetenschappelijk) -- Carnarvon -- Castle Tower -- Cedar Bay -- Chesterton Range -- Chillagoe-Mungana Caves -- Cliff Island -- Clump Mountain -- Coalstoun Lakes -- Conondale -- Conway -- Crater Lakes -- Crows Nest -- Cudmore -- Culgoa Floodplain -- Currawinya -- Curtis Island
D

D’Aguilar -- Daintree -- Dalrymple -- Davies Creek -- Deepwater -- Denham Group -- Diamantina –- Dipperu (wetenschappelijk) -- Dryander -- Dularcha
E

Edmund Kennedy -- Ella Bay -- Endeavour River – Epping Forest (wetenschappelijk) -- Erringibba -- Eubenangee Swamp -- Eudlo Creek -- Eungella -- Eurimbula -- Expedition
F

Fairlies Knob -- Family Islands -- Ferntree Creek -- Fitzroy Island -- Flinders Group -- Forbes Islands -- Forest Den -- Fort Lytton -- Forty Mile Scrub -- Frankland Group -- Freshwater
G

Girraween -- Glasshouse Mountains -- Gloucester Island -- Goneaway -- Goodedulla -- Goodnight Scrub -- Goold Island -- Great Basalt Wall -- Great Sandy -- Green Island -- Grey Peaks
H

Halifax Bay Wetlands -- Hann Tableland -- Hasties Swamp -- Hell Hole Gorge -- Hinchinbrook Island -- Holbourne Island -- Homevale -- Hope Islands -- Howick Group -- Hull River
I

Idalia -- Iron Range -- Isla Gorge
J

Japoon -- Jardine River
K

Keppel Bay Islands -- Keppel Bay Islands (wetenschappelijk) -- Kondalilla -- Kroombit Tops -- Kurrimine Beach
L

Lake Bindegolly -- Lakefield -- Lamington -- Lawn Hill -- Lindeman Islands -- Littabella -- Lizard Island -- Lochern -- Lumholtz
M

Magnetic Island -- Main Range -- Mapleton Falls -- Maria Creek -- Mariala -- Mazeppa -- Michaelmas and Upolu Cays -- Millstream Falls -- Minerva Hills -- Mitchell-Alice Rivers -- Molle Islands -- Moogerah Peaks -- Mooloolah River -- Moorrinya -- Moresby Range -- Moreton Island -- Mount Aberdeen -- Mount Archer -- Mount Barney – Mount Bauple (wetenschappelijk) -- Mount Chinghee -- Mount Colosseum -- Mount Cook -- Mount Coolum -- Mount Etna Caves -- Mount Hypipamee Mount Jim Crow -- Mount Martin -- Mount O’Connell -- Mount Ossa -- Mount Pinbarren -- Mount Walsh -- Mount Webb -- Mowbray -- Mungkan Kandju
N

Narrien Range -- Newry Islands -- Nicoll Scrub -- Noosa -- North East Island -- Northumberland Islands -- Nuga Nuga -- Nymph Island
O

Orpheus Island
P

Palmerston Rocks – Palmgrove (wetenschappelijk) -- Paluma Range -- Peak Range -- Pioneer Peaks -- Pipeclay -- Piper Islands -- Poona -- Porcupine Gorge -- Possession Island -- Precipice
Q

Quoin Island
R

Ravensbourne -- Reliance Creek -- Repulse Island -- Restoration Island -- Rocky Islets -- Round Top Island -- Rundle Range -- Russell River
S

Sandbanks -- Sarabah -- Saunders Islands -- Simpson Desert -- Sir Charles Hardy Group -- Smith Islands -- Snake Range -- South Cumberland Islands -- South Island -- Southern Moreton Bay Islands -- Southwood -- Springbrook -- St Helena Island -- Staaten River -- Starcke -- Sundown -- Swain Reefs
T

Tamborine -- Tarong – Taunton (wetenschappelijk) -- The Palms -- Three Islands -- Thrushton -- Topaz Road -- Tregole -- Triunia -- Tully Gorge -- Turtle Group -- Two Islands
U

Undara Volcanic
V

Venman Bushland
W

Welford -- West Hill -- White Mountains -- Whitsunday Islands -- Wild Cattle Island -- Wondul Range -- Wooroonooran
Y

Yungaburra